# 48

## Nașteri
- dată necunoscută: Cai Lun  (d. 121)
- dată necunoscută: Ulpia Marciana  (d. 112)

## Decese
- dată necunoscută: Fecioara Maria personaj biblic; mama lui Iisus din Nazaret (n. ?)
- dată necunoscută: Messalina  (n. 20)